# Трудовые резервы (спортивное общество)
ВФСО «Трудовы́е резе́рвы» — всероссийское физкультурно спортивное общество (ВФСО) для вовлечения в занятия спортом учащихся системы начального и среднего профессионально-технического образования (для студентов существовало ДСО «Буревестник»), а также работающего населения страны.

## История
Общество создано 21 июля 1943 года в соответствии с распоряжением Совета народных комиссаров СССР № 12019-р от 19 июня 1943 года.
С 1946 года общество проводило Всесоюзные спартакиады.
2 ноября 1959 года распоряжением Совета министров СССР № 33108-р на Центральный Совет ВДСО «Трудовые резервы» возложено: «руководство физическим воспитанием учащихся училищ профтехобразования и массовой физкультурно-спортивной работы с ними» и ему предоставлены права самостоятельной центральной организации (ведомства) страны с финансированием за счёт госбюджета.
С 1975 общество проводило Всесоюзные спортивные игры учащихся системы профтехобразования.
19 декабря 1982 года приказом Госкомитета профессионального образования СССР введён экзамен по физическому воспитанию во всех выпускных курсах ПТУ.
21 июля 1988 года приказом Государственного комитета СССР по народному образованию № 222 на Центральный Совет ВДСО «Трудовые резервы» возложено руководство и контроль за организацией обязательных учебных занятий по физическому воспитанию и спортивно-массовой работы в ПТУ.
12 апреля 1991 года Минюстом РФ зарегистрирована созданная на базе Российского республиканского совета ВДСО «Трудовые резервы» физкультурно-спортивная организация «Юность России» (с 2002 года «Общественно-государственное физкультурно-спортивное объединение (ОГФСО) „Юность России“»
10 июня 1992 года ликвидационный съезд ВДСО «Трудовые резервы» принял решение о прекращении деятельности спортивного общества «Трудовые резервы».
С 1 октября 1992 года деятельность ВДСО «Трудовые резервы» прекращена.
В России существует ДСО "Трудовые резервы" с 2018 года .

#### Председатели Центрального совета Общества
1. 1943—1946 — Генрих Иосифович Зеленко
2. 1946—1956 — Афанасий Фёдорович Бордадын
3. 1956—1976 — Николай Александрович Никифоров-Денисов
4. 1976—1992 — Ким Дмитриевич Варавко

#### Олимпийские чемпионы — спортсмены ВДСО «Трудовые резервы»
1. Владимир Енгибарян — бокс
2. Олег Григорьев — бокс
3. Станислав Степашкин — бокс
4. Дан Позняк — бокс
5. Борис Кузнецов — бокс
6. борьба греко-римская: Ш. Сафин, М. Мамиашвили, Н. Соловьёв
7. борьба вольная М. Цалкаламанидзе, Л. Хабелов, А. Фадзаев
8. легкая атлетика: В. Муравьев — дважды, Л. Чернова, Н. Чернецкий
9. гребля: А. Дегтярёв, И. Клементьев,
10. велосипедный спорт: О. Логвин,
11. гимнастика: В. Щербо — 6 медалей, С. Богинская — дважды 3 медали, А. Кошель, С. Захарова;
12. стрельба: А. Богданов
13. хоккей с шайбой — Владимир Петров — двукратный олимпийский чемпион
14. хоккей с шайбой — Борис Михайлов — двукратный олимпийский чемпион

#### Победители первенств мира — спортсмены ВДСО «Трудовые резервы»
1. Сергей Корнилаев — 4-кратный чемпион мира по вольной борьбе
2. Михаил Мамиашвили — трёхкратный чемпион мира по греко-римской борьбе
3. Мятеддин Алахвердиев — трёхкратный чемпион мира по греко-римской борьбе
4. Арсен Фадзаев — трёхкратный чемпион мира по вольной борьбе
5. Виктор Нассонов — двукратный чемпион мира по стрельбе
6. Вадим Письменный — двукратный чемпион мира по спортивной акробатике
7. Илона Яранс — двукратный чемпион мира по акробатике
8. Артур Акопян — двукратный чемпион мира по спортивной гимнастике
9. Лери Хабелов — двукратный чемпион мира по вольной борьбе
10. Лариса (Птицына) Лазутина — двукратная чемпионка мира по лыжным гонкам
11. Сергей Кривошеев — двукратный чемпион мира по академической гребле
12. Борис Михайлов — двукратный чемпион мира по хоккею с шайбой
13. Владимир Петров — девятикратный чемпион мира по хоккею с шайбой
14. Борис Спасский — чемпион мира по шахматам
15. Александр Халифман — чемпион мира по шахматам

#### Общество в искусстве
Членом общества была героиня фильма «Покровские ворота» пловчиха Светлана.
Герои фильма «Джентльмены удачи» называют себя членами общества при поселении в гостинице.
Герой фильма «Спортлото-82» Степан говорит милиционеру, что он троеборец из общества, когда ночью бежит по шоссе.

#### Награды
Общество награждено орденом Трудового Красного Знамени в 1973 году.